# Karl Viëtor
Karl Viëtor (geboren 29. November 1892 in Wattenscheid; gestorben 7. Juni 1951 in Boston) war ein deutscher Germanist.

## Leben
Karl Viëtor begann nach dem Abitur 1912 in Wiesbaden mit dem Studium der Jurisprudenz in Genf. Zum Wintersemester 1912/13 wechselte er nach München, wo er Germanische Philologie, Geschichte und Philosophie studierte. Vom Wintersemester 1913/14 bis zum Wintersemester 1915/16 studierte er in Berlin, im Sommersemester 1916 in München und in den Jahren 1916 und 1917 in Frankfurt.
Er wurde 1919 mit einer Dissertation über die Lyrik Hölderlins promoviert. 1922 erfolgte die Habilitation mit einer Schrift über die „Geschichte der deutschen Ode“ an der Universität Frankfurt.
1925 folgte er einem Ruf an die Universität Gießen als Ordinarius für Neuere Deutsche Literaturgeschichte. In Gießen lehrte und forschte Viëtor von 1925 bis zum Ende des Sommersemesters 1937 als Professor für Neuere Literaturgeschichte. 1930 hatte er das Amt des Dekans der Philosophischen Fakultät (I. Abt.) inne, wodurch er zugleich Geschäftsführer der Fakultät war.
Er verließ Ende Juli 1937 Gießen, um der Zwangspensionierung zu entgehen, da er mit einer Jüdin verheiratet war. Daher nahm er einen Ruf an die Harvard University an, wo er schon als Gastprofessor tätig gewesen war. 1944 erhielt er die amerikanische Staatsbürgerschaft und wurde im selben Jahr in die American Academy of Arts and Sciences gewählt. Er starb an Lungenkrebs.
Viëtors Darstellung der „Geschichte der deutschen Ode“ ist bislang nicht durch eine vergleichbare Monografie abgelöst worden, die den heutigen Stand der Forschung berücksichtigen würde.

## Publikationen (Auswahl)
- Die Lyrik Hölderlins. Eine analytische Untersuchung, Frankfurt am Main 1921, Dissertationsschrift
- als Herausgeber: Die Briefe der Diotima, Leipzig 1921
- Geschichte der deutschen Ode, München 1923 (Geschichte der deutschen Literatur nach Gattungen, Bd. 1), Habilitationsschrift
- Probleme der deutschen Barockliteratur, Leipzig 1928 (Von der deutschen Poeterey, Bd. 3)
- Probleme der literarischen Gattungsgeschichte. In: Deutsche Vierteljahrsschrift für Literaturwissenschaft und Geistesgeschichte. Band 9, 1931, S. 425–447; auch in: Geist und Form. 1952, S. 292–309.
- Der junge Goethe, Leipzig 1930
- Georg Büchner als Politiker, Bern 1939
- Georg Büchner. Politik – Dichtung – Wissenschaft, Bern 1949
- Goethe. Dichtung – Wissenschaft – Weltbild, Bern 1949
- Geist und Form. Aufsätze zur deutschen Literaturgeschichte, Bern 1952